# Ahja (rzeka)
Ahja (est. Ahja jõgi) – rzeka w północnej Estonii.
Rzeka ma długość 103,4 km i powierzchnię zlewni 1074,3 km².
Dopływy:
- Prawe: Lutsu, Orajõgi, Hatiku oja, Kooskora oja, Ahijärve oja i inne
- Lewe: Hilba, Leevi, Akste oja, Kuriku oja, Valgupera oja, Hurmi oja, Ihamaru oja, Loko oja, Märdoja, Kuuksaare oja i inne.

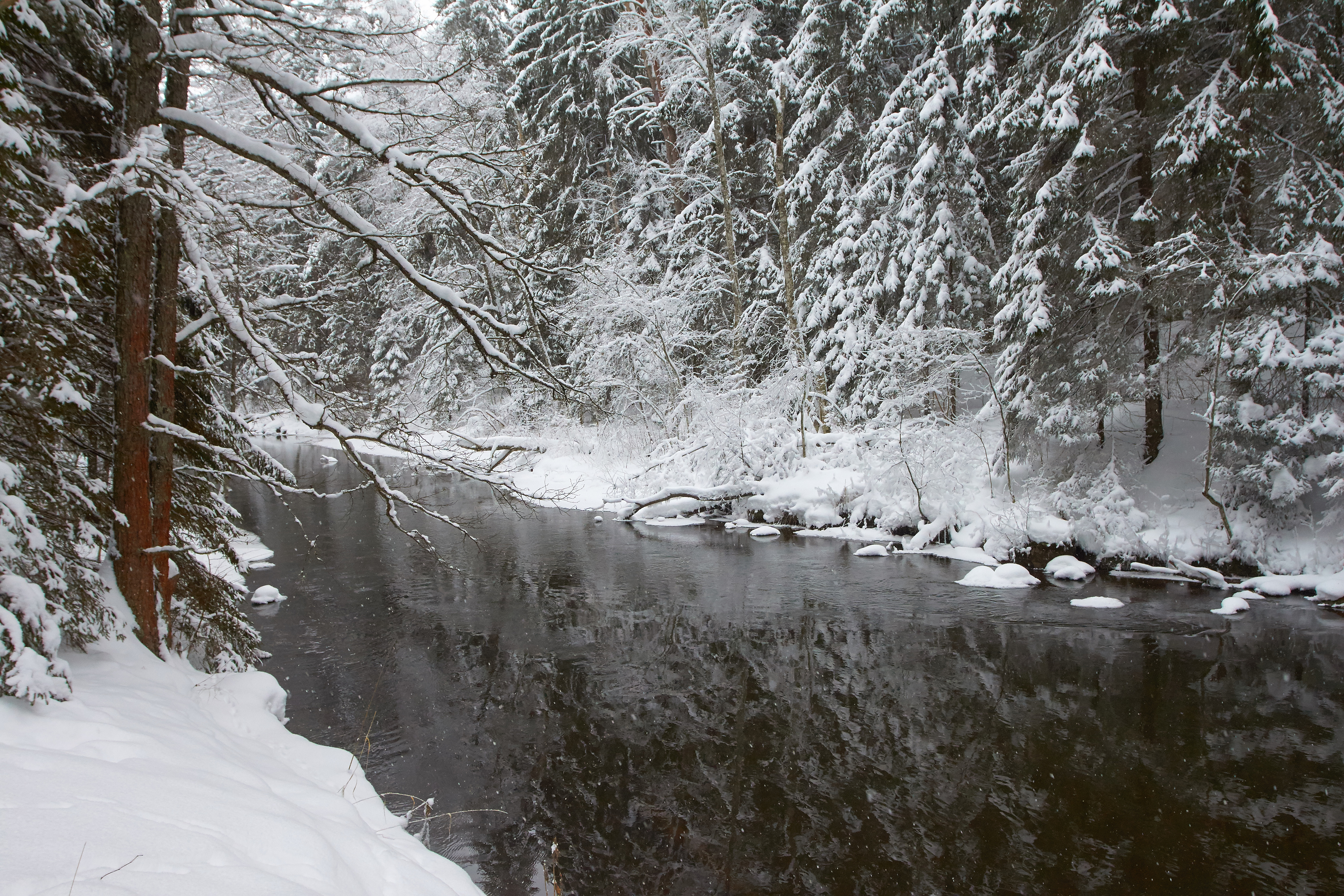
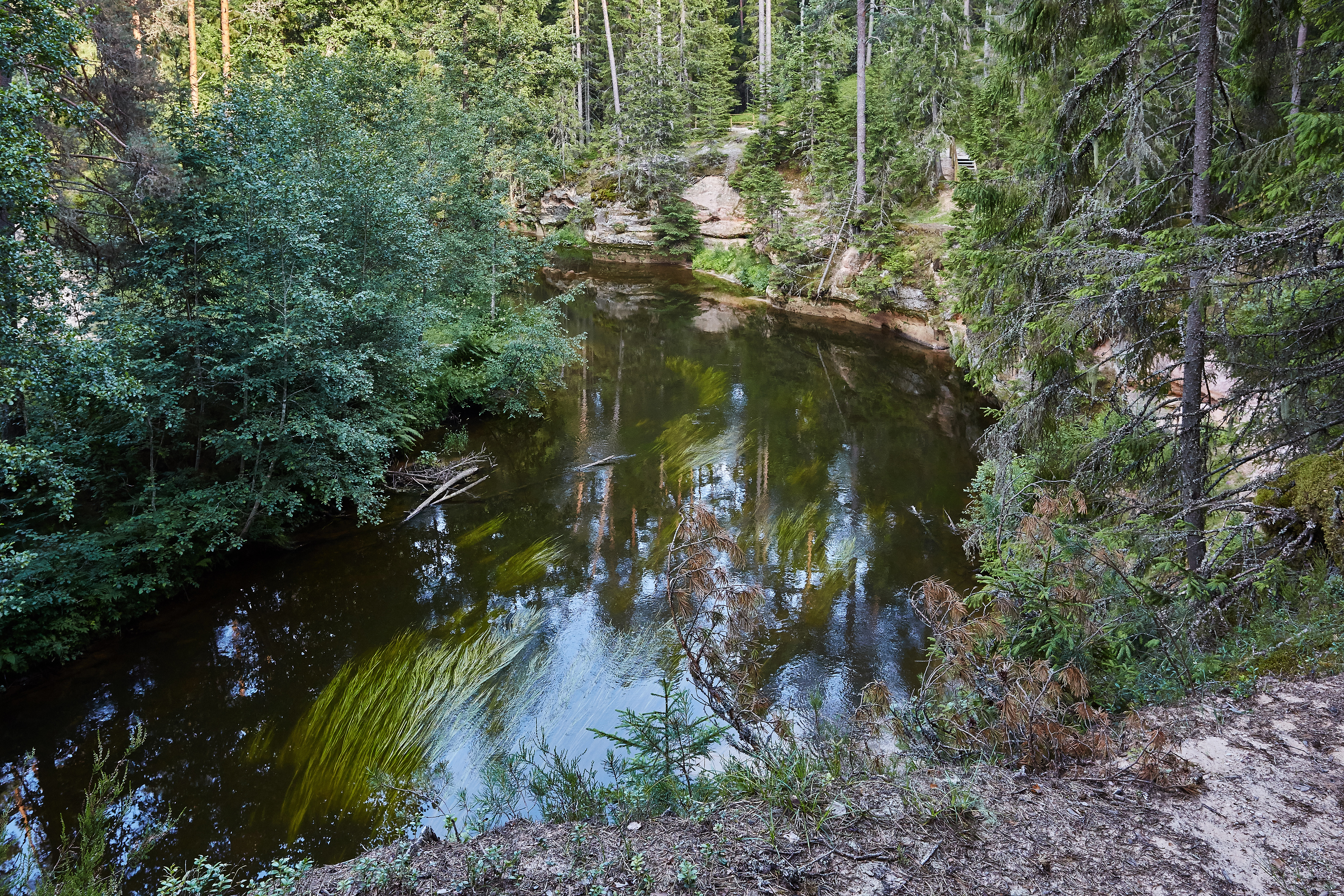
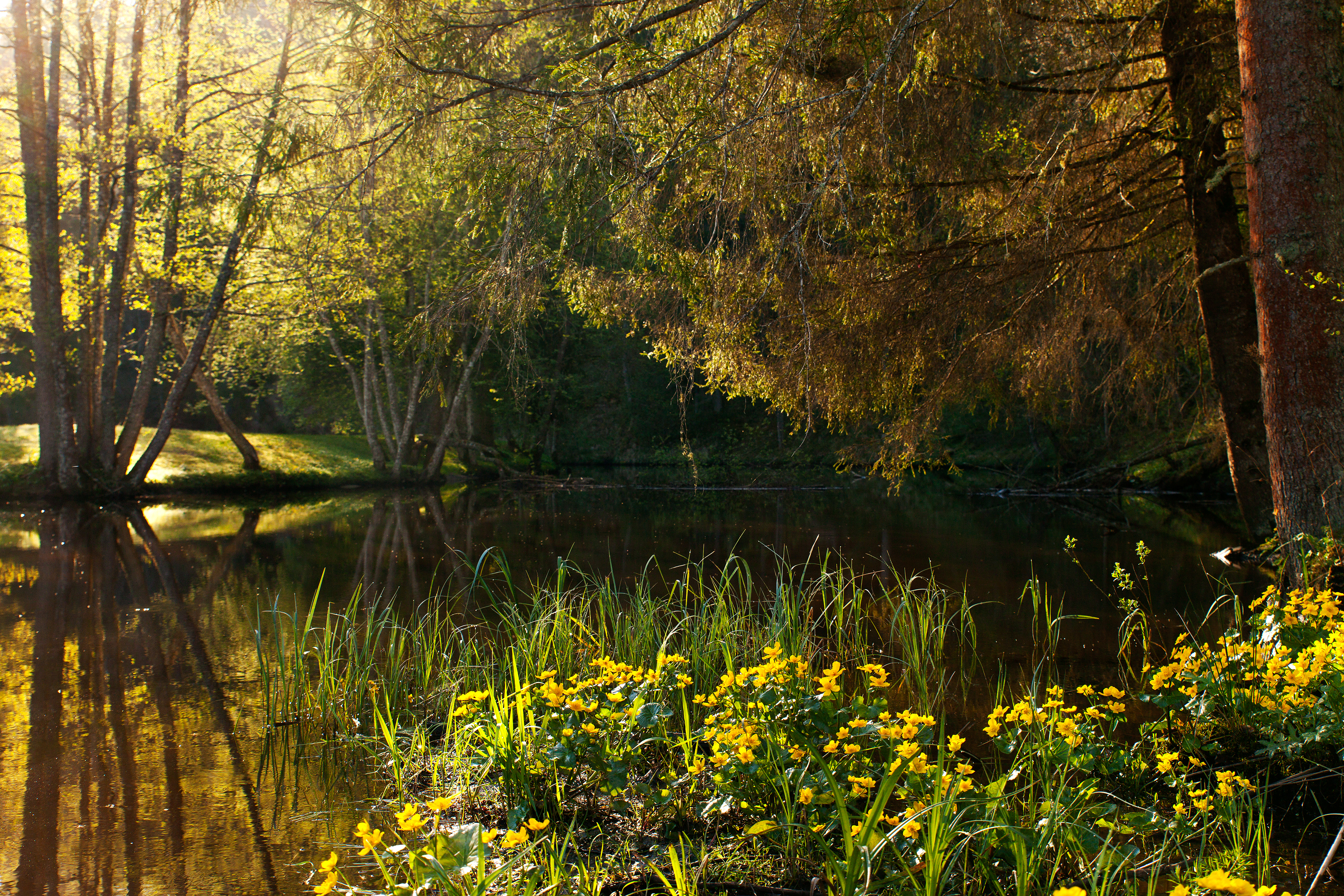
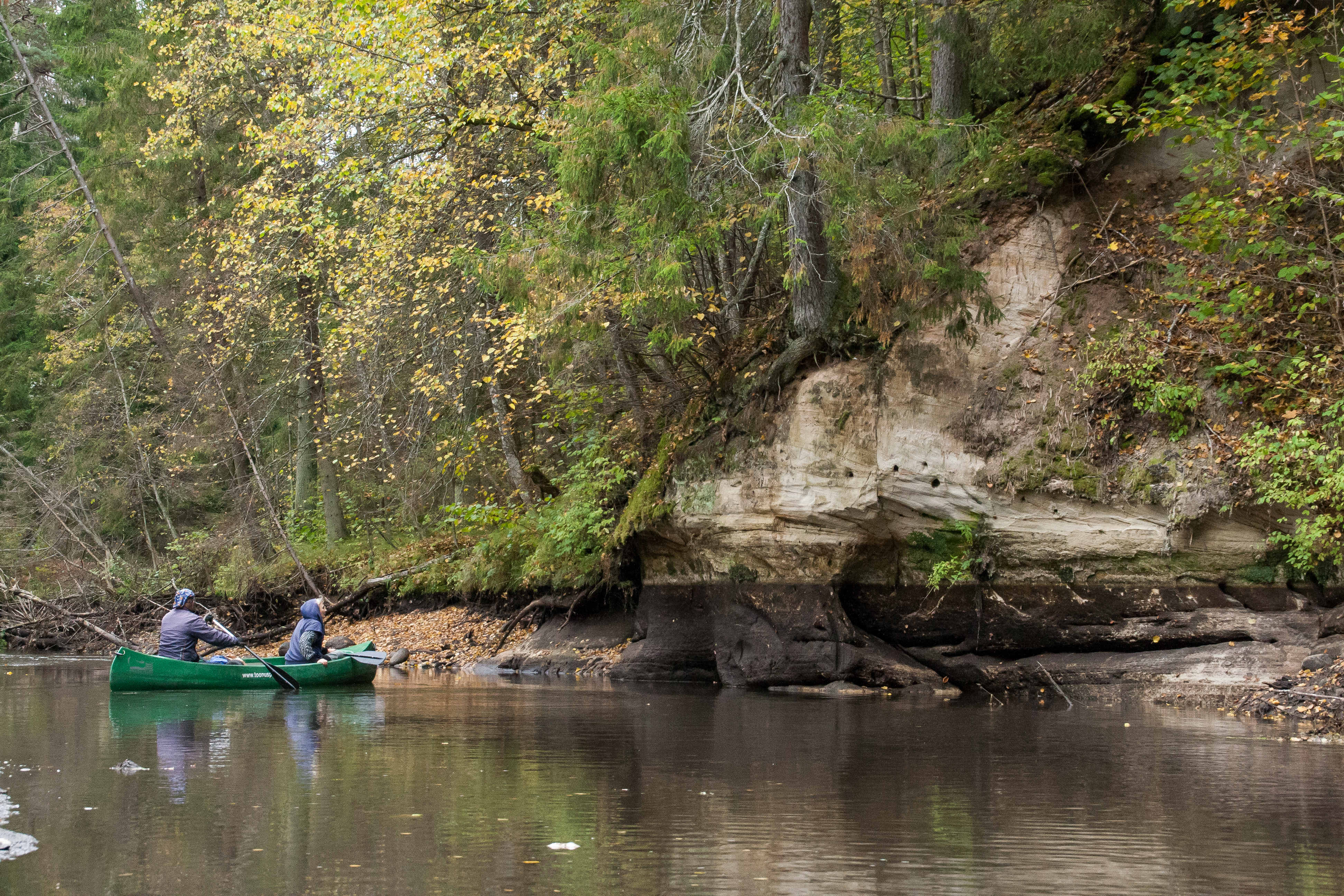
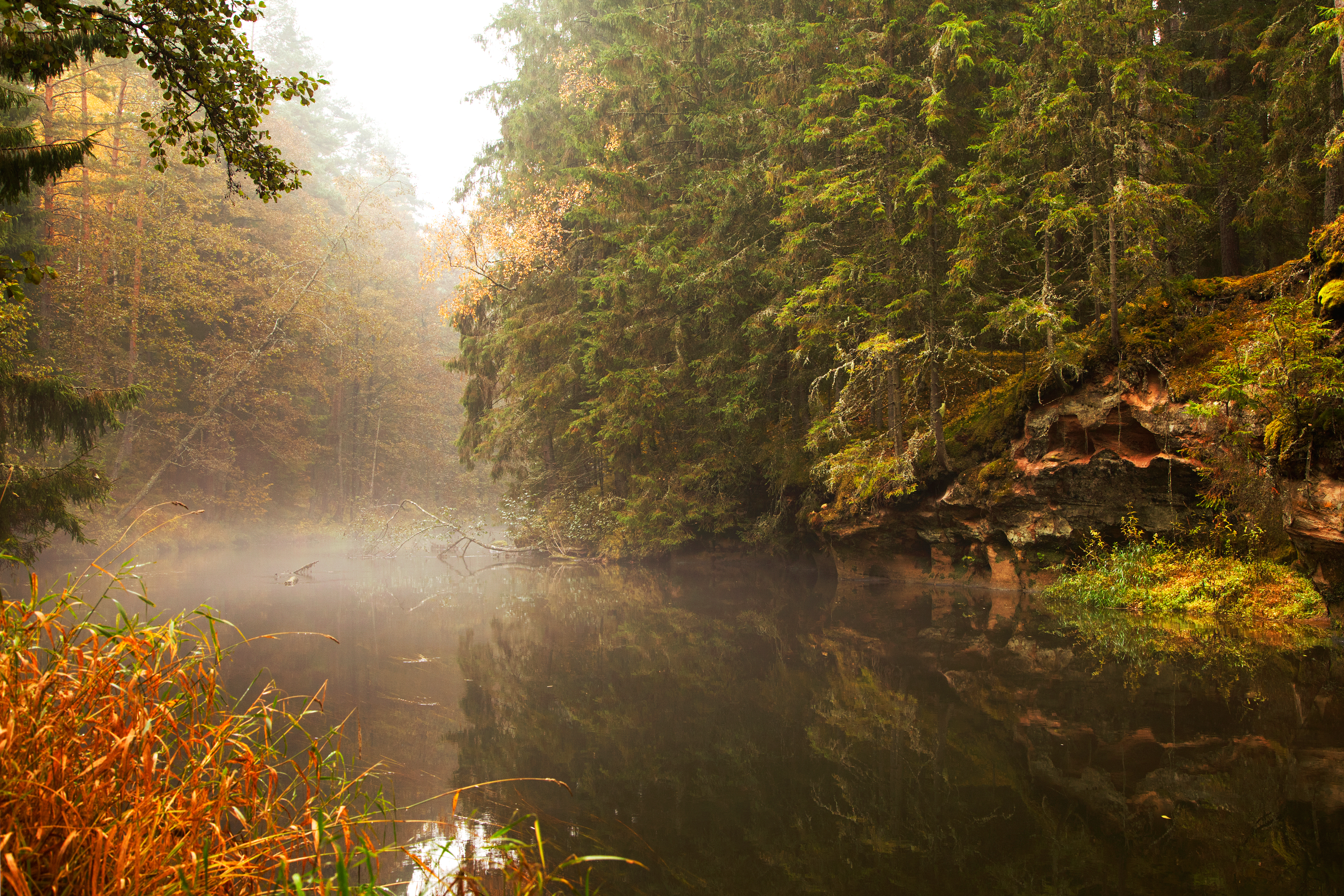